# Szent Illés próféta fatemplom (Maroshévíz)
A maroshévízi kolostor Szent Illés próféta temploma műemlékké nyilvánított épület Romániában, Hargita megyében. A romániai műemlékek jegyzékében a  HR-II-m-A-12989 sorszámon szerepel.

## Története
A fatemplomot 1847-ben a közeli Gödemesterházán építette Gheorghe Ujica pap, fiaival, Ioan és Stefannal együtt. 1910-ig működött itt, ekkor a szűkösnek bizonyult fatemplom helyett a közösség kőtemplomot építtetett, és a fatemplom a maroshévízi kolostorba került.